# Max Giese (Schauspieler)
Max Giese (* 7. September 1923 in Köthen, Deutsches Reich; † 16. Juni 1983) war ein deutscher Schauspieler bei Bühne und Fernsehen.

## Leben und Wirken
Der Sohn eines gleichnamigen Flugzeugingenieurs erhielt zwischen 1946 und 1950 eine private Ausbildung bei Otto Rembe in Schauspiel, Gesang und Tanz. Seinen Einstand am Theater gab er anschließend in seiner Heimatstadt Köthen. Es folgten Bühnenstationen in Gelsenkirchen, Lippstadt, Göttingen und Berlin. Seit 1959 trat Max Giese auch vor Film- und Fernsehkameras. Hier spielte er die gesamte Palette von Nebenrollen: Väter und Lehrer, Offiziere und Ärzte. Darüber hinaus wirkte Giese, Vater von vier Söhnen, beim Hörfunk und machte Synchron.

## Filmografie
- 1959: Drillinge an Bord
- 1959: Natürlich die Autofahrer
- 1960: Himmel, Amor und Zwirn
- 1960: Der letzte Fußgänger
- 1960: Fabrik der Offiziere
- 1963: Es war mir ein Vergnügen
- 1968: Das Berliner Zimmer
- 1969: Josefine, das liebestolle Kätzchen
- 1970: Miss Molly Mill (TV-Serie, eine Folge)
- 1971: Ehemänner-Report
- 1971: Kinderklinik
- 1972: Hauptsache Ferien
- 1973: Bademeister-Report
- 1973: Jagd auf Jungfrauen
- 1973: Lokaltermin – Auf die Minute
- 1973: Einer von uns beiden
- 1974: Ob Dirndl oder Lederhose – gejodelt wird ganz wild drauflos
- 1975: Jeder stirbt für sich allein
- 1976: Und sie genießen die Liebe
- 1978: Nonstop Nonsens (ein Sketch)
- 1980: Der Mann, der Venedig hieß
- 1982: Manni, der Libero (eine Folge)
- 1983: Kommissariat 9 (eine Folge)